# 马里奥·德诺罗尼亚
马里奥·德诺罗尼亚（葡萄牙語：Mário de Noronha，1885年1月15日—1973年7月9日），葡萄牙男子击剑运动员。他曾代表葡萄牙参加1924年和1928年夏季奥林匹克运动会击剑比赛，其中1928年奥运会获得一枚铜牌。